# 大西忠治
大西忠治（おおにし ちゅうじ、1930年3月3日 - 1992年2月28日）は、日本の国語教育者。

## 略歴
香川県出身。香川大学卒。北海道、香川県の中学校教諭、茨城県茗渓学園教諭をへて、1985年都留文科大学教授。「読み」の授業研究会を設立し、代表として1987年8月に第一回夏の大会を開催した。61歳で死去。生活綴方運動,生徒の自主的集団作りの実践に取り組んだ。著作集全17巻がある。

## 著書
- 『核のいる学級 大西忠治実践記録集 第1』明治図書 1963
- 『集団教育入門』 (国土新書)国土社 1964
- 『班のある学級 大西忠治実践記録集 第2部』明治図書 1964
- 『学習集団の基礎理論』明治図書出版 1967
- 『教師にとって実践とは何か』明治図書出版 1969
- 『国語授業と集団の指導』明治図書出版 1970
- 『続・核のいる学級』明治図書出版 1972
- 『生活指導の技術と思想』 (生活指導選書) 明治図書出版 1974
- 『学級集団つくりの構造』 (生活指導選書) 明治図書出版 1975
- 『集団つくり実践論』 (生活指導選書) 明治図書出版 1978
- 『学習集団実践論』 (生活指導選書) 明治図書出版 1978
- 『説明的文章の読み方指導』明治図書出版 1981
- 『君がクラスを変える 生き生きとした班活動をめざして』 (手をつなぐ中学生の本) 民衆社 1982
- 『教師の「指導」とは何か』授業と生活指導 3 明治図書出版 1982
- 『班・核・討議つくり』授業と生活指導 4 明治図書出版 1982
- 『学習集団の指導と管理のために』 (生徒を生かす集団づくり実践講座) 明治図書出版 1983
- 『学級の集団づくりのために』 (生徒を生かす集団づくり実践講座) 明治図書出版 1983
- 『学級の集団つくり入門』 (生徒を生かす集団づくり実践講座) 明治図書出版 1983
- 『教師の「指導」とは何か』 (生徒を生かす集団づくり実践講座) 明治図書出版 1983
- 『実践記録の分析方法』授業と生活指導 7 明治図書出版 1984
- 『ゆるやかな集団つくり 新子ども指導論』 (教育新書) 明治図書出版 1987
- 『教師の教育力 大西忠治の教師修行』 (生き生き教室)日本書籍 1987
- 『授業つくり上達法 だれも語らなかった基礎技術』 (シリーズ・教育技術セミナー)民衆社 1987
- 『文学作品の読み方指導』 (授業への挑戦)明治図書出版 1988
- 『発問上達法 授業つくり上達法part 2』 (シリーズ教育技術セミナー)民衆社 1988
- 『授業で悩む教師へ』 (教師入門)明治図書出版 1989
- 『討議つくり上達法 会議・話しあいの指導A・B・C』 (シリーズ教育技術セミナー)民衆社 1989
- 『授業つくり上達法 だれも語らなかった基礎技術』 (シリーズ・教育技術セミナー)民衆社 1990
- 『入門・科学的「読み」の授業』 (教育新書)明治図書出版 1990
- 『忘れ得ぬ中学生たち 帰らざる鳩』 (教育新書) 明治図書出版 1990
- 『遊び・イベント上達法』 (シリーズ・教育技術セミナー)民衆社 1990
- 『生活指導入門』青木書店 1990
- 『集団教育入門』 (現代教育101選) 国土社 1990
- 『大西忠治「教育技術」著作集』全17巻別巻１　明治図書出版、1991

第1巻 (教育的集団の発見・定本「核のいる学級」) 1991
第2巻 (「班・核・討議つくり」の指導技術)
第3巻 (集団つくりの新しい構想と提案)
第4巻 (方法・技術としての「指導と管理」)
第5巻 (集団指導としての「核(リーダー)つくり」)
第6巻 (授業と学習集団の理論)
第7巻 (授業と学習集団の指導技術)
第8巻 (討議・討論の指導技術)
第9巻 (授業つくりの技術)
第10巻 (指導言(発問・助言・説明・指示)の理論)
第11巻 (指導言(発問・助言・説明・指示)の技術)
第12巻 (読み方指導の改革提案)
第13巻 (説明的文章「読み」の指導技術)
第14巻 (文学作品「読み」の指導技術)
第15巻 (実践記録の分析技術)
第16巻 (国語科授業の分析技術)
第17巻 (教師の生き方と教育技術)
別巻 1 大西忠治研究ノート・年譜・索引 薄井道正著
- 『大西忠治詩画集』「大西忠治詩画集」編集委員会編 講談社出版サービスセンター (製作) 1998

### 共編著
- 香川県生活指導研究会『班・核・討議つくり』編 明治図書出版 1965
- 『なぜ集団主義を選んだか』中村拡三,大畑佳司共著 (教育問題新書) 明治図書出版 1965
- 『核の発見と指導力の育成』共著　学級集団の事例研究 第4 現代学級経営研究会編 明治図書出版 1970
- 『前期的段階の集団つくり』編 (生活指導選書) 明治図書出版 1978
- 『君は学校の主人公 生徒会活動の発展のために』 (手をつなぐ中学生の本) 編著 民衆社 1983
- 『たのしくわかる中学国語の授業』太田昭臣共編著 あゆみ出版 1983
- 『学級づくりと全員参加の授業』共著 (生徒を生かす集団づくり実践講座) 明治図書出版 1983
- 『国語教育評論 2 (導入部における形象読みの展開) 』授業技術研究所共編集 明治図書出版 1983
- 『国語教育評論 3 (展開部の形象の読みとり) 』授業技術研究所共編集 明治図書出版 1984
- 『班長(ガイド・リーダー)の指導』服部潔、坂本泰造共編 (授業と生活指導シリーズ) 明治図書出版 1985
- 『授業の受け方・学び方の指導』服部潔、坂本泰造共編(授業と生活指導シリーズ) 明治図書出版 1986
- 『科学的な読み方指導の提唱』 (国語科授業の新展開) 茗渓学園中高校国語科共著 明治図書出版 1987
- 『主要文学作品教材分析ノート 中学校篇 1 (走れメロス)』 (実践資料12カ月) 編著. 民衆社 1988
- 『主要文学作品教材分析ノート 高校篇 1 (山月記)』 (実践資料12か月）編著 民衆社 1988
- 『授業びらきと授業じまい』服部潔、坂本泰造共編 (授業と生活指導シリーズ) 明治図書出版 1988
- 『授業づくりに役立つ新中学国語科教科書研究 中学1-3年』阿部昇共編著 明治図書出版 1993
- 『『トロッコ』の読み方指導』 (教材研究の定説化)編著 明治図書出版 1993

## 出演番組
- 010!言いたいことイッチャオー（西日本放送ラジオ、初代司会）